# Distretto di Daan
Il distretto di Daan (cinese tradizionale: 大安區; mandarino pinyin: Dà'ān Qū) è un distretto di Taipei. Ha una superficie di 11,36 km² e una popolazione di 313.786 abitanti al 2013. Il distretto ospita il Daan Forest Park.